# ボストン小児病院
ボストン小児病院（ボストンしょうにびょういん、Children's Hospital Boston）は、マサチューセッツ州ボストン、ロングウッド・メディカル・アカデミックエリアに位置する小児専門病院である。ハーバード・メディカルスクールの関連医療機関。
ハーバード・メディカルスクールの関連医療機関としては他に、マサチューセッツ総合病院やジョスリン糖尿病センターなどがある。